# Bianca Koch

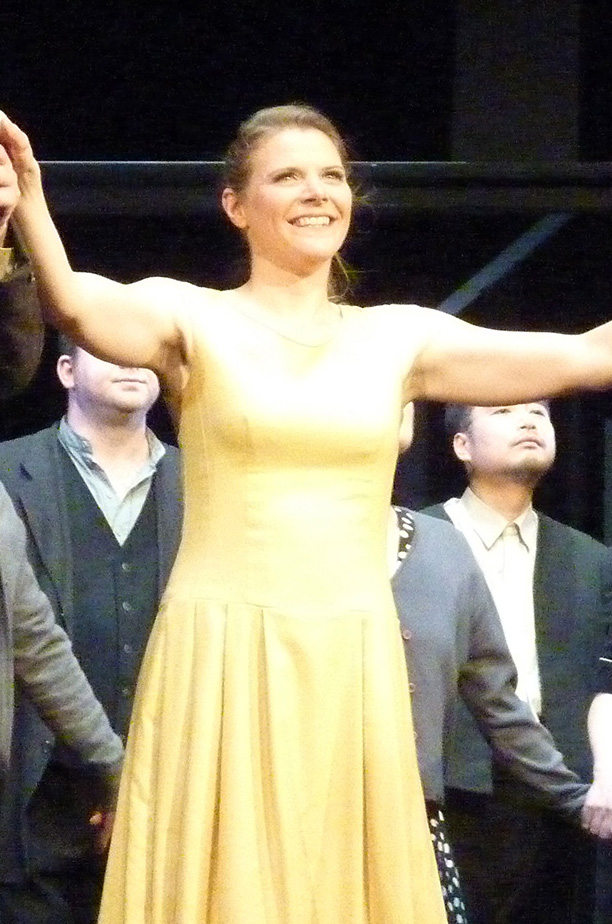
Bianca Koch als Marta in Tiefland

Bianca Koch (* 1981 in Nordenham) ist eine deutsche Opernsängerin (Sopran).

## Leben
In den Jahren von 1994 bis 2002 sang sie unter der Leitung von  Rainer Nothbaum bei den Hammelwarder und Elsflether Kirchenkonzerten die Solopartien. 1998 war sie mit der Aufführung der Kinderoper „Brundibar“ zum 40-jährigen Bestehen der „Aktion Sühnezeichen Friedensdienste“ in Berlin zu hören und 1999 kurz vor ihrem Abitur gab Koch ihr Debüt als Dido in Purcells „Dido and Aeneas“ an der Liebfrauenschule Oldenburg, einem Gymnasium mit musikalischem Schwerpunkt.
Von 2001 an studierte sie Gesang an der Hochschule für Künste in Bremen und gastierte 2003/04 am Theater Bremen als Sängerin in der Uraufführung von Kresniks „Vogeler“. Ihr Hauptstudium setzte sie 2005 an der Hochschule für Musik und Theater in München und an der Bayerischen Theaterakademie August Everding am Prinzregententheater München fort, wo sie in verschiedenen Produktionen wie z. B. als Galsuinde in Kaisers „Fredegunda“, Fiordiligi in Mozarts „Cosi fan tutte“ und Gräfin Zedlau in Strauss „Wiener Blut“ debütierte.
Bianca Koch belegte Meisterkurse u. a. bei Inva Mula, Daniel Ottevaere (Rencontres musicales Internationales d’Enghien), Gisela Litz, Katharina von Bülow, Brigitte Fassbaender, Siegfried Jerusalem (Festival MúsicaMallorca) und Rudolf Jansen.
2009 schloss sie ihr Studium in München mit der Meisterklasse ab und debütierte kurz darauf als Tatjana in „Eugen Onegin“ am Theater Regensburg im Festengagement. Als Stipendiatin von Juan de Beistegui studierte sie 2010 an der École normale de Musique de Paris und trat bei Konzerten u. a. beim Automobile Club de France am Place de la Concorde und im Salle Cortot in Paris auf. 2013 debütierte sie als Marta in D’Alberts „Tiefland“ am Theater Nordhausen. Bei den Internationalen Gluck-Opern-Festspielen am Staatstheater Nürnberg sang Bianca Koch 2014 die Artemis in „Iphigenie in Aulis“. Seit 2015 ist sie freischaffende Opernsängerin in Berlin.

## Gastverträge
Bianca Koch gastierte bei den Internationalen Gluck-Opern-Festspielen am Staatstheater Nürnberg (Iphigenie in Aulis), Opera Festival Miskolc (The Rape of Lucretia), Theater Rudolstadt (Le Nozze di Figaro), Bühnen der Stadt Gera und Altenburg (The Rape of Lucretia), am Staatstheater Darmstadt (Wiener Blut), Märkischen Opernhaus Bayreuth (Cosi fan tutte), Theater Ingolstadt (Cosi fan tutte), bei den Händelfestspielen am Staatstheater Karlsruhe (Fredegunda), Theater Plauen Zwickau und Stadthalle Aschaffenburg (Der Vogelhändler).

## Repertoire (Auswahl)
- 2006: Cleopatra in Giulio Cesare, München
- 2007: Fiordiligi in Così fan tutte, Prinzregententheater München
- 2009: Tatjana in Eugen Onegin, Theater Regensburg
- 2010: Female Chorus in The Rape of Lucretia, Opera Festival Miskolc
- 2010: Elettra in Idomeneo, Müllersches Volksbad München[1]
- 2014: Marta in Tiefland, Theater Nordhausen

## Auszeichnungen
- 2009 Kulturkreis Gasteig München[2]
- 2009 Kammeroper Schloss Rheinsberg
- 2007 Schlossoper Hallenstein Chur
- 2007 Stipendiatin des Deutschen Bühnenvereins
- 2004 Stipendiatin des Richard Wagner Verband Bremen

## Veröffentlichungen
- Reinhard Keiser: Fredegunda Prinzregententheater München, Leitung: Christoph Hammer[3]